# Champeaux-et-la-Chapelle-Pommier

Champeaux-et-la-Chapelle-Pommier este o comună în departamentul Dordogne din sud-vestul Franței. În 2009 avea o populație de 161 de locuitori.

## Evoluția populației
| An        | 1975 | 1982 | 1990 | 1999 | 2006 | 2009 |
| --------- | ---- | ---- | ---- | ---- | ---- | ---- |
| Populație | 224  | 184  | 200  | 173  | 165  | 161  |